# 730-й истребительный авиационный полк ПВО
730-й истребительный авиационный полк ПВО (730-й иап ПВО) — воинская часть авиации ПВО, принимавшая участие в боевых действиях Великой Отечественной войны. После войны полк преобразован в авиационный полк истребителей-бомбардировщиков.

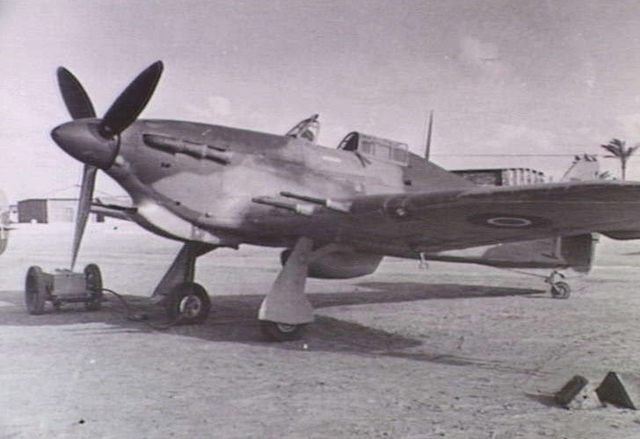
Самолёт Hawker Hurricane («Харрикейн») стал основным самолётом полка с момента формирования до ноября 1943 года

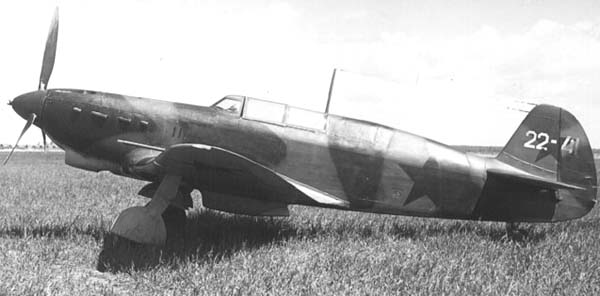
Самолёт Як-7Б пришел на смену Харрикейнам в ноябре 1943 года

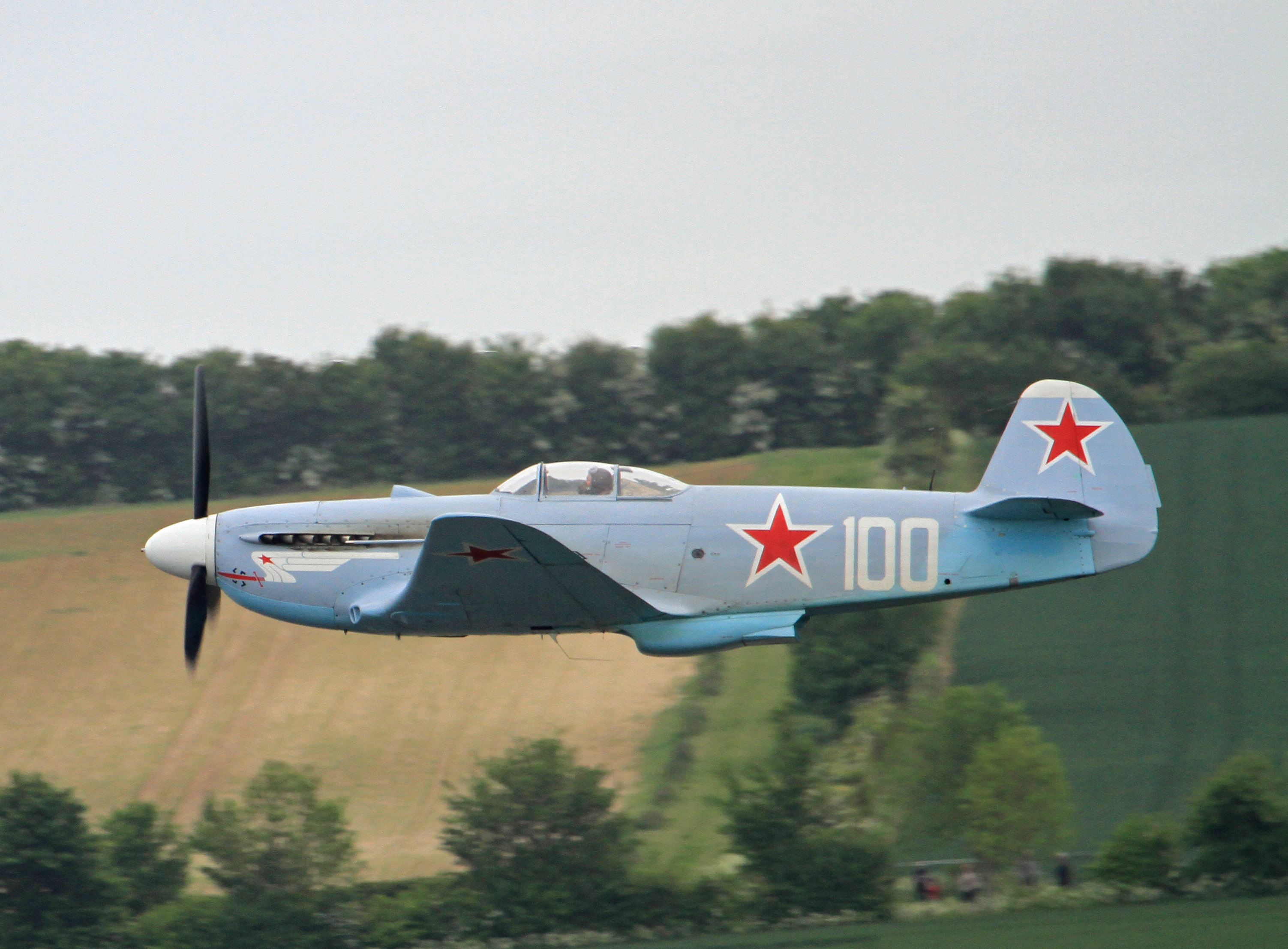
С 1948 года на вооружении полка самолёты Як-3

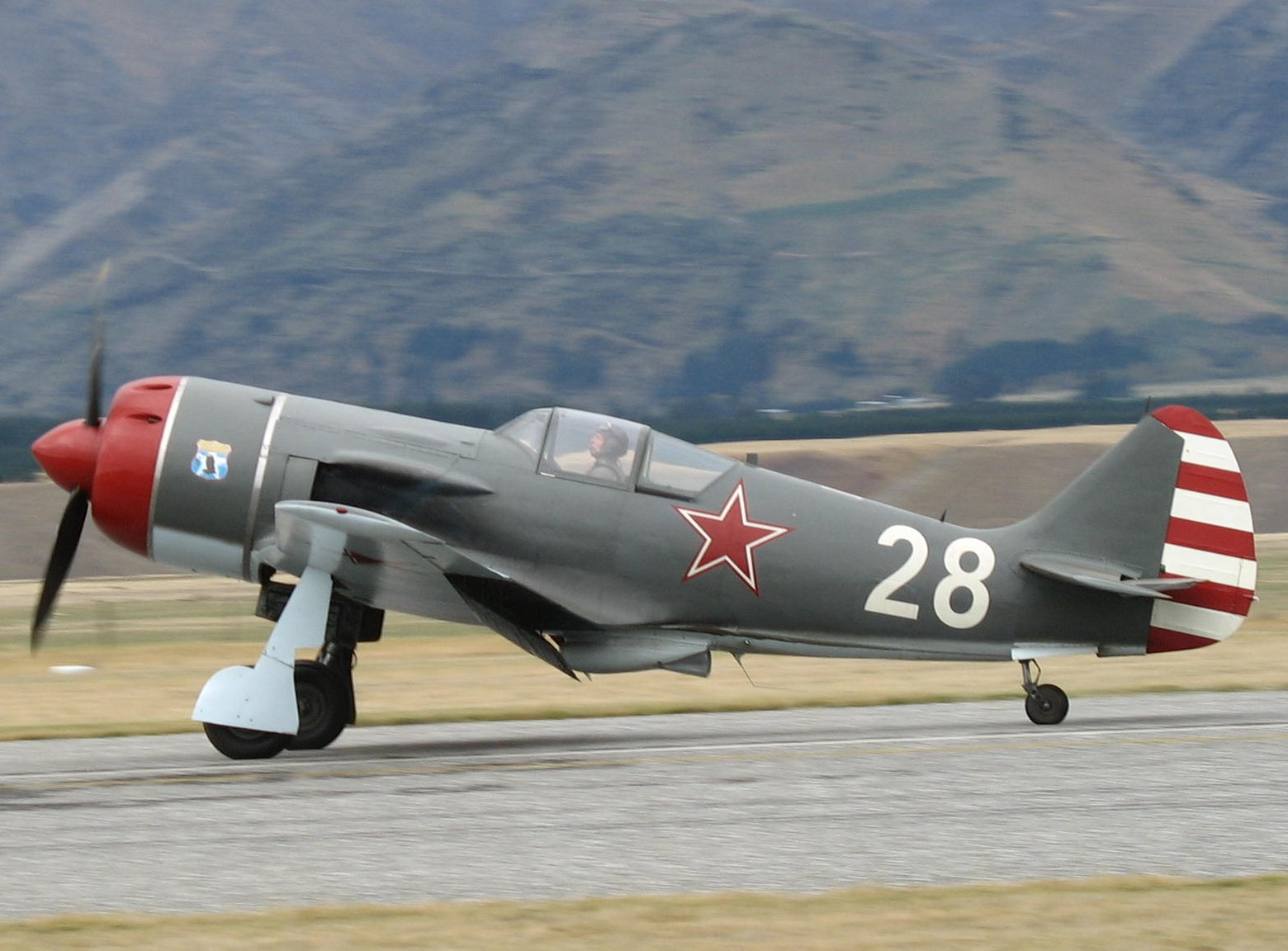
С 1950 года на вооружении полка самолёты Ла-9

## Наименования полка
За весь период своего существования полк не менял своё наименование:
- 730-й истребительный авиационный полк ПВО[1];
- 730-й истребительный авиационный полк[1][2];
- 730-й истребительно-бомбардировочный авиационный полк[1][2];
- 730-й авиационный полк истребителей-бомбардировщиков[1][2];
- Войсковая часть (полевая почта) 06805[1][2];
- Войсковая часть (полевая почта) 80631 (с 1951 года)[1][2].

## История и боевой путь полка

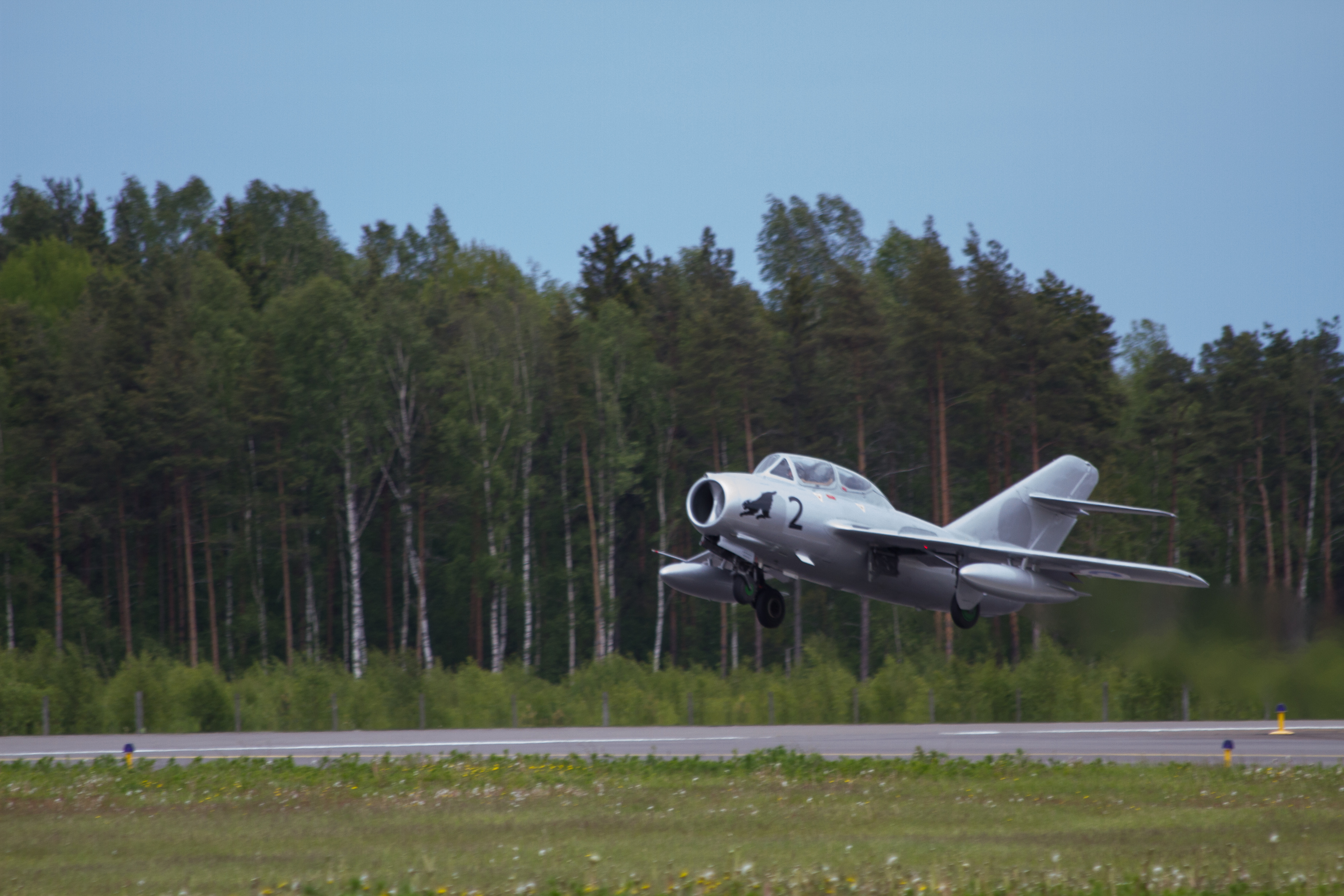
Самолёт МиГ-15 полк получил в октябре 1951 года

730-й истребительный авиационный полк сформирован в Архангельском военном округе в декабре 1941 — январе 1942 года на аэродроме Кегостров по штату 015/174 на английских истребителях «Харрикейн» для авиационного прикрытия Архангельского порта и конвоев в Двинском заливе в составе Архангельского дивизионного района ПВО.
С 9 февраля 1942 года полк приступил к боевой работе в составе 104-й истребительной авиадивизии ПВО Архангельского района ПВО на самолётах «Харрикейн». В мае полк переформирован по штату 015/134. 29 июня 1943 года вместе со 104-й истребительной авиадивизией ПВО Архангельского района ПВО вошел в состав войск вновь образованного Западного фронта ПВО. В ноябре 1943 года полк начал перевооружаться на истребители Як-7б. 31 декабря 1943 года исключен из действующей армии.
В апреле 1944 года в связи с реорганизацией войск ПВО страны в составе 104-й истребительной авиадивизии ПВО включен в 78-ю дивизию ПВО Северного фронта ПВО (образован 29.03.1944 на базе Восточного и Западного фронтов ПВО). В июле 1944 года полк из 104-й иад ПВО передан в состав 125-й истребительной авиадивизии ПВО 82-ю дивизии ПВО Северного фронта ПВО. С 1 августа полк возвращен в действующую армию. Приступил к боевой работе в составе 125-й истребительной авиадивизии ПВО 13-го корпуса ПВО Северного фронта ПВО на самолётах Як-9. Полк вместе с другими частями 125-й иад осуществлял противовоздушную оборону городов Вильнюс, Каунас и Лида, железнодорожных и шоссейных коммуникаций, мостов и переправ через реки Неман, Вилия, Нявежис, Дубиса, тыловых баз, объектов и войск 3-го Белорусского и 1-го Прибалтийского фронтов.
24 декабря 1944 года вместе со 125-й иад ПВО 13-го корпуса ПВО включен в состав войск Западного фронта ПВО (преобразован из Северного фронта ПВО). 20 января 1945 года исключен из действующей армии.
Всего в составе действующей армии полк находился: с 9 февраля 1942 года по 31 декабря 1943 года и с 1 августа 1944 года по 20 января 1945 года.
Всего за годы войны полком:
- Совершено боевых вылетов — 1339
- Проведено воздушных боев — 16
- Сбито самолётов противника — 6
- Свои потери (боевые): самолётов — 3

### Послевоенная история полка

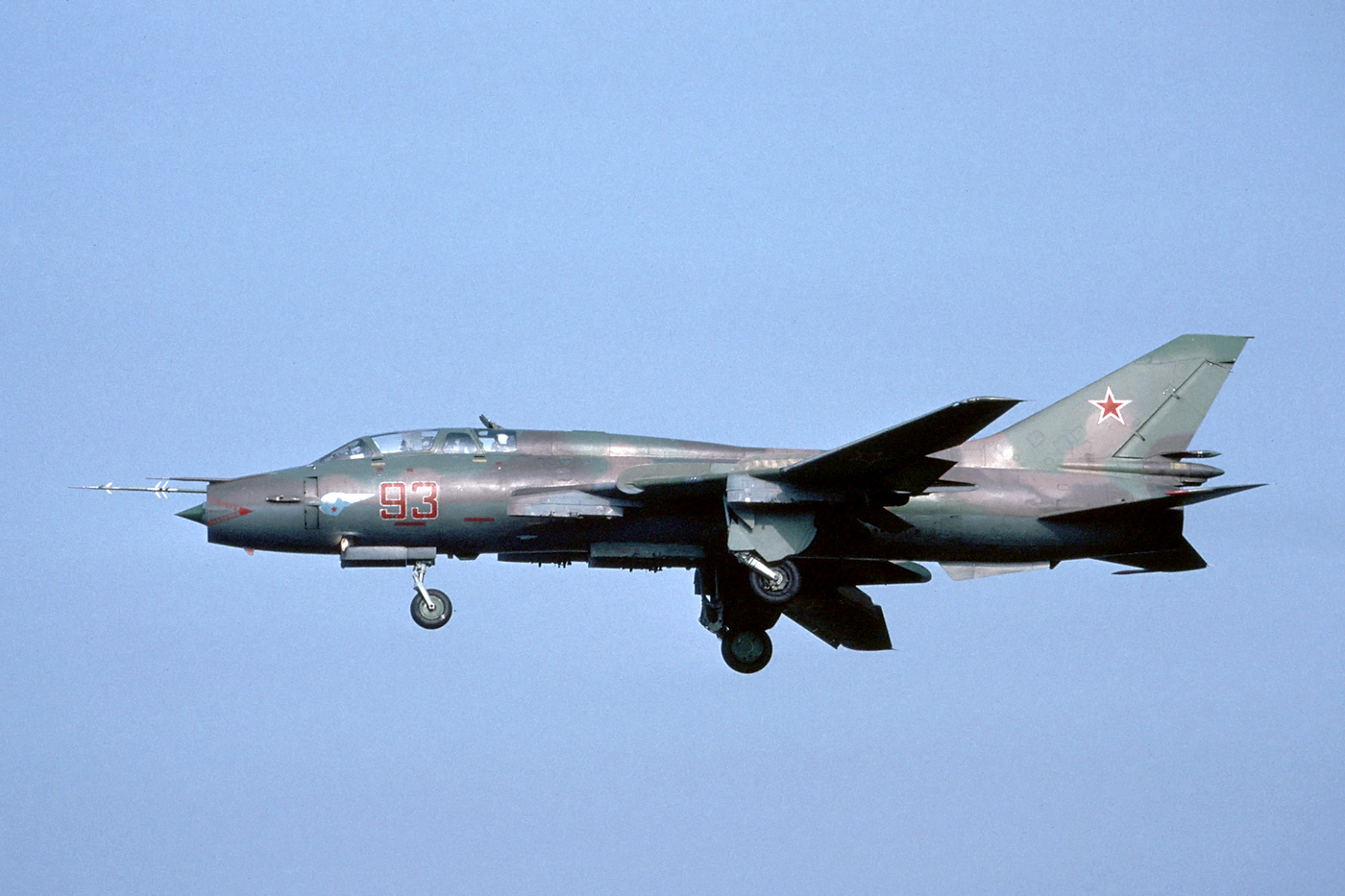
Самолёт Су-17УМ полка на аэродроме Нойруппин

После войны полк в состав дивизии продолжал выполнять задачи ПВО с аэродрома Каунас в составе 20-й воздушной истребительной армии ПВО Западного округа ПВО.
С 1 июня 1946 года после расформирования 20-й ВИА ПВО и Западного округа ПВО полк вместе с дивизией действовал в составе 19-й воздушной истребительной армии ПВО Северо-Западного округа ПВО. В 1948 году полк переучился на самолёты Як-3. 14 августа 1948 года после упразднения Северо-Западного округа ПВО полк вместе с дивизией вошел в состав Московского района ПВО.
После массового переименования частей и соединений 20 февраля 1949 года полк и дивизия, не поменяв наименование, вошли в состав 88-го истребительного авиационного корпуса ПВО (до переименования 33-й истребительный авиационный корпус ПВО) 78-й воздушной истребительной армии ПВО (бывшей 19-й воздушной истребительной армии ПВО) Московского района ПВО. В мае 1949 года дивизия передана в состав 13-го истребительного авиационного корпуса ПВО. С декабря 1950 года по май 1950 года полк освоил самолёты Ла-9.
10 октября 1951 года полк вместе с дивизией переданы из войск ПВО в состав ВВС, войдя в подчинение 71-го истребительного авиакорпуса 24-й воздушной армии Группы Советских войск в Германии. Полк перебазировался на аэродром Финов, а также поменял свое наименование, условный номер воинской части и полевой почты: 730-й истребительный авиационный полк (Войсковая часть (Полевая почта) 80631).
С поступлением на вооружении новой авиационной техники полк освоил: Як-9 (08.1944 — 1948), Як-3 (07.1948 — 1950), Ла-9 (12.1950 — 1951), МиГ-15 (10.1951 — 1954), МиГ-17Ф, ПФ (1954—1967), Су-7Б (1967—1978), Су-17М, М3, М4 (1978—1991).
В июле 1960 года 125-я истребительная авиационная дивизия и её полки была переданы в созданную истребительно-бомбардировочную авиацию, дивизия получила наименование 125-я истребительно-бомбардировочная авиационная дивизия, а полк стал именоваться 730-й истребительно-бомбардировочный авиационный полк.
С 1976 года все полки и дивизии истребительно-бомбардировочной авиации переименованы: 125-я истребительно-бомбардировочная авиационная дивизия стала именоваться 125-й авиационной дивизией истребителей-бомбардировщиков, а 730-й истребительно-бомбардировочный авиационный полк — 730-й авиационный полк истребителей-бомбардировщиков.
В связи с распадом СССР и выводом войск из Западной группы войск 125-я авиационная дивизия истребителей-бомбардировщиков была расформирована в период с июля по октябрь 1993 года. 730-й авиационный полк истребителей-бомбардировщиков 29 мая 1991 года выведен в Московский военный округ и 20 июня 1991 года расформирован на аэродроме Мигалово.

## Командир полка
- майор, подполковник Бойченко Григорий Васильевич, 12.1941 — 18.11.1944
- майор Глушков Николай Львович, 27.04.1945 — 03.1950

## Отличившиеся воины
Трофимов Евгений Фёдорович, летчик полка с января 1942 по апрель 1943 года. Указом Президиума Верховного Совета СССР от 22 августа 1944 года за образцовое выполнение боевых заданий командования на фронте борьбы с немецко-фашистскими захватчиками и проявленные при этом мужество и героизм, гвардии капитану Евгению Фёдоровичу Трофимову присвоено звание Героя Советского Союза с вручением ордена Ленина и медали «Золотая Звезда».
 Шебанов Фёдор Акимович, летчик полка с января 1945 года до декабря 1948 года. За мужество и героизм, проявленные при выполнении воинского долга, Указом Президиума Верховного Совета СССР от 10 октября 1951 года старшему лейтенанту Шебанову Фёдору Акимовичу присвоено звание Героя Советского Союза с вручением ордена Ленина и медали «Золотая Звезда» (получить награды не успел). Погиб в воздушном бою 26 октября 1951 года. Похоронен на Русском воинском кладбище в Порт-Артуре (ныне район Люйшунькоу города Далянь, провинция Ляонин, Китай).

## Лётчики-асы полка
| Фамилия, имя отчество         | Награды | Сбито самолётов (+ в группе) | Примечание |
| ----------------------------- | ------- | ---------------------------- | --- |
| Трофимов Евгений Фёдорович    |         | 13 + 4                       | Летчик полка с января 1942 по апрель 1943 года. Боевых вылетов: 376; воздушных боев: 26 |
| Шебанов Фёдор Акимович        |         | 6 + 0                        | летчик полка с января 1945 года до декабря 1948 года. Боевую работу вел на Як-9 в составе 730 иап в январе 1945 г. Сбитых самолётов противника нет. Война в Корее (1950—1953). Боевую работу вел на МиГ-15 в составе 196-го иап с апреля по октябрь 1951 г. Погиб 26 октября 1951 г. Сбит в воздушном бою.                             |
| Бойченко Григорий Васильевич  |         | 5 + 2                        | Советско-японский конфликт на р. Халхин-Гол (1939). Боевую работу вел на И-15бис и И-153 в составе 70 иап. Боевую работу вел на самолётах И-16 и Ил-2 в составе 245 шап и 74 шап с июня по сентябрь 1941 г., затем на «Харрикейне», Як-7 и Як-9 в составе 730 иап с декабря 1941 г. по январь 1945 г. Сбитых самолётов противника нет. |
| Глушков Николай Львович       |         | 9 + 2                        | Боевых вылетов: 75; воздушных боев: 9. 27.04.1945 г. назначен командиром 730-го иап ПВО. |
| Мордвиненко Василий Андреевич |         | 12 + 0                       | Лётчик полка: июнь 1942 — октябрь 1943. Погиб 29 октября 1944 г. Сбит в воздушном бою. Участвовуя в перегоне истребителей для 122-й иад ПВО в Мурманск, в период с 08.12.1942 по 10.01.1943 выполнил 10 боевых вылетов на прикрытие военных объектов и города, сбил 1 самолёт противника.                                              |

## Известные люди, служившие в полку
- Ежков Владимир Иванович, советский военачальник, участник Великой Отечественной войны, командующий 23-й воздушной армией, Военный летчик 1-го класса, Заслуженный военный лётчик СССР, генерал-лейтенант авиации. С июня 1941 года по май 1945 года проходил службу в полку: летчик, старший летчик, заместитель командира эскадрильи, командир авиационной эскадрильи 730-го истребительного авиационного полка.

## Базирование
| Период                  | Место базирования                    |
| ----------------------- | ------------------------------------ |
| 01.1942 — 07.1944       | аэродром Кегостров (Архангельск)     |
| 07.1944 — 10.1951       | аэродром Каунас                      |
| 10.1951 — 10.10.1956    | аэродром Финов (Германия)            |
| 10.10.1956 — 28.05.1991 | аэродром Нойруппин (Германия)        |
| 28.05.1991 — 26.06.1991 | аэродром Мигалово (Тверская область) |